# خوزه ایگناسیو کابروخاس
خوزه ایگناسیو کابروخا لوفیه گو (۱۷ ژوئیه ۱۹۳۷ – ۲۱ اکتبر  ۱۹۹۵ پورلامار، جزیره مارگاریتا) اهل ونزوئلا، نمایشنامه نویس و کارگردان تئاتر، نویسنده مجموعهٔ احساسی، فیلم‌نامه‌نویس، مجری رادیو، فعال بشردوست و طراح مبارزات سیاسی بود. او را یکی از پیشگامان تله نولا در آمریکای لاتین می‌دانند.

## زندگی‌نامه
خوزه ایگناسیو کابروخاس در کاراکاس پایتخت ونزوئلا به دنیا آمد و در محله کاتیا کودکی خود را گذراند. پدرش خوزه رامون کابروخا استسو و مادرش ماتیلده لوفیه گو نام داشتند. نام اصلی او کابروخا بود ولی در زمان برگزاری تئاتر اونیورسیتاریو روزنامه‌نگار معروف لورنزو باتالان به اشتباه یک S به نام وی اضافه کرد و خوزه ایگناسیو از این حالت خوشش آمد و تصمیم گرفت اس اضافه را در نام خود حفظ کند.
او در نوجوانی بینوایان ویکتورهوگو را خواند و به قدری شیفته آن شد که نتوانست جلوی گریه خود را بگیرد و تصمیم به نویسندگی گرفت. وی می‌گوید «من می‌خواهم این شغل را انتخاب کنم. کلمات وجود مرا اسیر احساس کردند. معجزه است. من می‌خواهم بخشی از این معجزه بشوم.»
در سال ۱۹۵۶ به رشته حقوق دانشگاه مرکزی ونزوئلا راه پیدا کرد. اما با راه پیدا کردن به تئاتر دانشگاه متوجه شد هدف اصلی اش در زندگی حقوق نیست و بازیگری است.
خواهرش مارتا در زمینه هنرهای زیبا فعالیت می‌کند. برادرش فرانسیسکو در زمینه فیلم و سوپ اپرا فعالیت می‌کند.
او سه بار ازدواج کرد: دموکراسیا لوپز (۱۹۶۰–۱۹۶۵) اوا ایوانی (تهیه‌کننده و طراح لباس) و ایزابل پالاسیوس که خواننده، موسیقی‌شناس و مدیر گروه کر بود (۱۹۸–۱۹۹۰). او دو پسر دارد: خوان فرانسیسکو (۱۹۶۱) و دیه گو (۱۹۸۷)

## آثاری که در مورد کارهای او تولید شده‌است
- ۱۹۷۹: Tres dramaturgos venezolanos de hoy R. Chalbaud, J.I. Cabrujas, I. Chocrón"  by Gleider Hernández-Almeida, text published by the Nuevo Grupo.
- ۱۹۸۳: Cabrujas en Tres Actos"  by Leonardo Azparren Jiménez, text published by the Nuevo Grupo.
- ۱۹۹۴: Catia en Tres Voces"    by Milagro Socorro,where she interviews Cabrujas about his childhood in Catia.
- ۱۹۹۵: Cabrujerías: un estudio sobre la dramática de José Ignacio Cabrujas"  by Francisco Rojas Pozo
- ۱۹۹۹: La Caracas de Cabrujas"  by Ibsen Martínez.
- ۱۹۹۹: Descubriendo a José Ignacio Cabrujas Un hombre... Un Artista... Una Conciencia..." Claudy De Sousa's Degree's Thesis .
- ۲۰۰۰: Venezuela: La Obra Inconclusa de José Ignacio Cabrujas" [پیوند مرده]  Yoyiana Ahumada's, MSc. Thesis
- ۲۰۰۶: Cabrujas, ese ángel terrible: seis miradas de taller"   by Yoyiana Ahumada and La Fundación, in collaboration with Manuel Felipe Sierra, Daniel Gutierrez, Eduardo Fermin Furiati Claudia Paez, Iraida Tapias and Arnaldo Gutierrez.
- ۲۰۰۹: Historia y cotidianidad en la dramaturgia de José Ignacio Cabrujas"  by Magaly Guerrero
- ۲۰۰۹: El Mundo Según Cabrujas"   by Yoyiana Ahumada Licea. An essay which contains a compilation of his press-published research articles.
- ۲۰۱۰: Obra Dramática"  by  Leonardo Azparren Giménez y Gloria Soares De Ponte. Contains 16 of his plays, a biography, a chronology and texts from Nicolas Curiel, published in three volumes: https://wikimania2015.wikimedia.org/wiki/Special:MyLanguage/Wikimaniapublished
- ۲۰۱۲: José Ignacio Cabrujas habla y escribe" (two volumes)  . by Leonardo Azparren Giménez. An anthology of interviews, conversations, essays and newspaper articles with an introduction study by Alberto Barrera Tyszka.

## برخی از آثار او
(La quema de Judas (1975
(Señora (1988
(Amaneció de golpe (1998)
(El día que me quieras (1986

## تله نولاها
- LA SEÑORA DE CARDENAS
  - La Señora de Cardenas .... Venezuela (1977) with Doris Wells and Miguel Ángel Landa
- SANGRE AZUL
  - Sangre azul … Venezuela (1979) with Pierina España and José Luis Rodríguez
- NATALIA DE 8 A 9
  - Natalia de 8 a 9 .... Venezuela (1980) with Marina Baura and María Conchita Alonso
  - Vivir por ti .... Mexico (2008)
- LA DUEÑA
  - La Dueña .... Venezuela (1985) with Amanda Gutiérrez and Daniel Alvarado
  - Dueña y Señora .... Puerto Rico (2006) with Karla Monroig and Angel Viera
  - La Patrona .... Mexico, USA (2013) with Aracely Arambula and Jorge Luis Pila
- LA DAMA DE ROSA
  - La dama de rosa .... Venezuela (1986) with Jeannette Rodríguez and Carlos Mata
  - Cambio de Piel .... Venezuela (1997) with Coraima Torres and Eduardo Serrano
  - Géminis, venganza de amor .... Spain (2002)